# Georgi Stoew

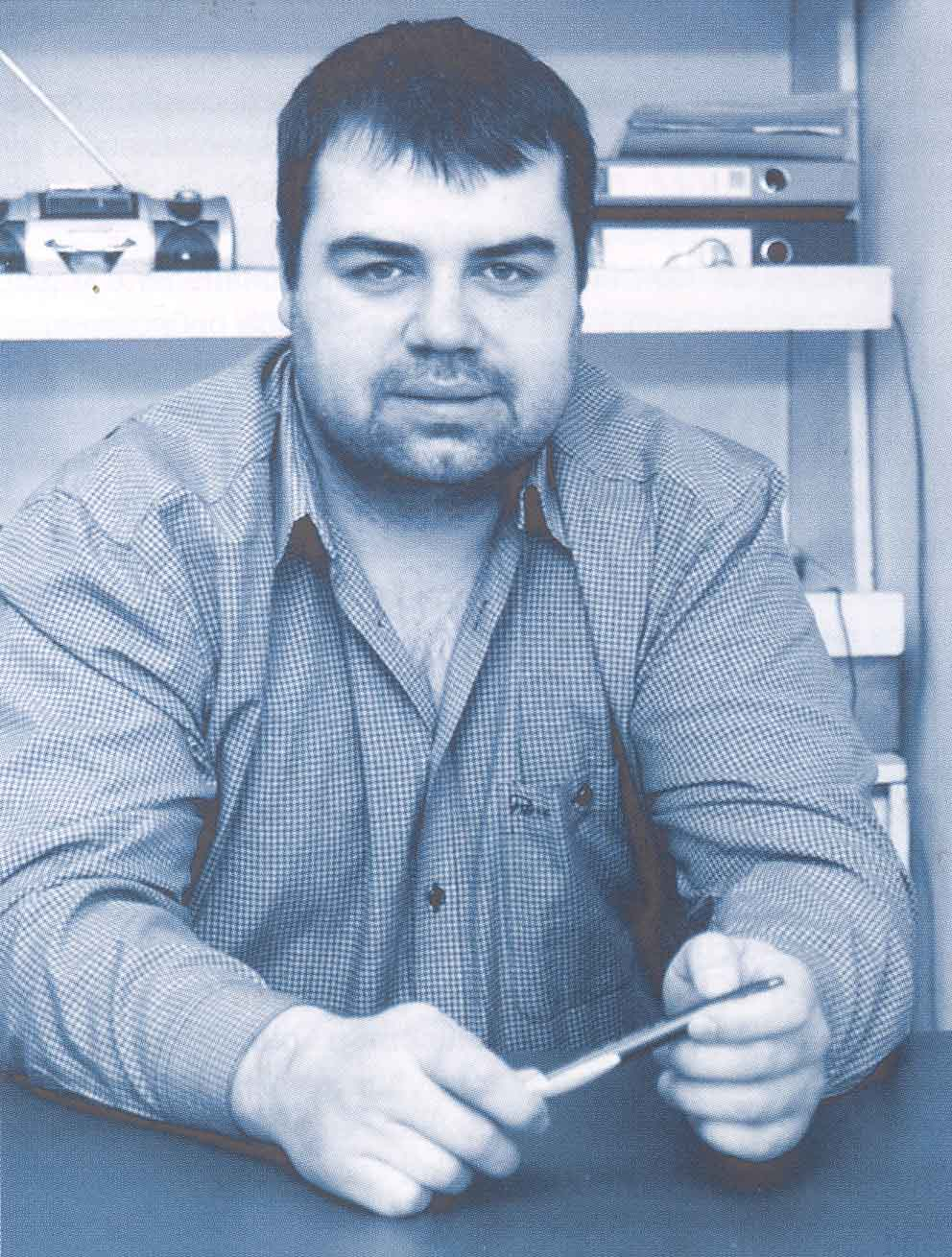
Georgi Stoew

Georgi Stoew (bulgarisch Георги Стоев, * 26. September 1973 in Milanowo, Oblast Sofia; † 7. April 2008 in Sofia) war ein bulgarischer Autor und Mitglied der bulgarischen Mafia.

## Biografie
Als Jugendlicher trainierte er Wrestling um die „Olympic Hopes“ Schule in Sofia zu besuchen. Mit dem Ende des Kommunismus im Jahre 1989 wurde die Schule geschlossen und die Wrestler bildeten eine rücksichtslose Mafia und terrorisierten Bulgarien in den 1990er Jahren.
In seinen neun Büchern vor seinem Tod vermischte er einige Fakten und Erzählliteratur, aber enthüllte auch Geheimnisse zu den berüchtigtsten Gesellschaften des Landes, der Mafia, basierend an seinen eigenen Erlebnissen und Erfahrungen. In seinen Büchern schrieb er über die vorgeblichen bzw. angeblichen Mitglieder der bulgarischen Mafia und versteckte dabei nicht seine eigene Identität.
Am 7. April 2008 wurde er ermordet, weil man glaubte, dass er als Mitglied der Mafia ein Verräter wäre, der ihre Machenschaften, Identitäten sowie ihre Tricks aufdecken würde. Er wurde mit drei Schüssen in einer Straße in Sofia erschossen. Er hinterließ eine siebenjährige Tochter.
Im dritten und letzten Buch der Trilogie "BG Кръстника 3" (Der Pate 3), behauptete Stoew, dass er die Figur an der Spitze der Pyramide und der Führer der bulgarischen Mafia gewesen sei, aktuell wäre es jetzt aber Liuben Gotzew. Dieser war ein früherer bulgarischer Außenminister, Innenminister und ein Teil der kommunistischen Nomenklatura in Bulgarien. In seinem skandalösen Buch schrieb er, dass einer der berüchtigtsten Gangster von SIK (das war eine große Mafiaorganisation in Bulgarien während der Übergangszeit von Kommunismus zur jetzigen Republik in Bulgarien) Mladen Mihalew – genannt Majo, hätte eine sexuelle Beziehung mit dem Mafiaboss Gotzew. Weiterhin meinte er, dass dies einer der Gründe gewesen sei, dass Majo einen großen Teil seiner illegalen Aktivitäten im Untergrund ausführen musste. Des Weiteren schrieb er auch, dass Bojko Borissow, der Ministerpräsident von Bulgarien (seit Sommer 2009) ebenfalls ein Mitglied dieser Mafia gewesen sei. Zum damaligen Zeitpunkt war dieser als Generalsekretär des damaligen Innenministers tätig. Dass Stoew getötet wurde, schockierte die bulgarische Öffentlichkeit und das Buch wurde nach seinem Ableben noch mehr gelesen, als je zuvor.